# Отто (тауншип, Миннесота)
Отто (англ. Otto) — тауншип в округе Оттер-Тейл, Миннесота, США. На 2000 год его население составило 526 человек.

## География
По данным Бюро переписи населения США площадь тауншипа составляет 92,3 км², из которых 80,9 км² занимает суша, а 11,3 км² — вода (12,29 %).

## Демография
По данным переписи населения 2000 года здесь находились 526 человек, 197 домохозяйств и 150 семей.  Плотность населения —  6,5 чел./км².  На территории тауншипа расположено 353 постройки со средней плотностью 4,4 построек на один квадратный километр. Расовый состав населения: 99,05 % белых, 0,19 % — других рас США и 0,76 % приходится на две или более других рас. Испанцы или латиноамериканцы любой расы составляли 0,57 % от популяции тауншипа.
Из 197 домохозяйств в 32,5 % воспитывались дети до 18 лет, в 66,0 % проживали супружеские пары, в 3,0 % проживали незамужние женщины и в 23,4 % домохозяйств проживали несемейные люди. 21,8 % домохозяйств состояли из одного человека, при том 10,2 % из — одиноких пожилых людей старше 65 лет. Средний размер домохозяйства — 2,67, а семьи — 3,13 человека.
26,0 % населения — младше 18 лет, 6,1 % — в возрасте от 18 до 24 лет, 25,3 % — от 25 до 44, 27,2 % — от 45 до 64, и 15,4 % — старше 65 лет. Средний возраст — 39 лет. На каждые 100 женщин приходилось 118,3 мужчин.  На каждые 100 женщин старше 18 приходилось 121,0 мужчин.
Средний годовой доход домохозяйства составлял 40 833 доллара, а средний годовой доход семьи —  43 750 долларов. Средний доход мужчин —  27 885  долларов, в то время как у женщин — 22 500. Доход на душу населения составил 17 337 долларов. За чертой бедности находились 6,0 % семей и 8,6 % всего населения тауншипа, из которых 13,6 % младше 18 и 8,0 % старше 65 лет.